# Chris Hughes (personaje mediático)
Christopher Hughes (22 de diciembre de 1992; Gloucestershire, Inglaterra), es un personaje público inglés y presentador deportivo. En 2017 apareció en la tercera temporada del reality de ITV2, Love Island. Después, se embarcó en una carrera musical con su compañera Kem Cetinay, formando el dúo Chris & Kem.

## Primeros años de vida
Hughes nació el 22 de diciembre de 1992 en Gloucestershire. Es hijo de Paul Hughes, un granjero, y Valerie Hughes. Tiene un hermano, Ben Hughes, y cuatro medio hermanos.

## Carrera
Hughes ha firmado con Impact Models. En 2017, fue anunciado como uno de los concursantes para la tercera temporada del reality británico Love Island. Consiguió llegar a la final, quedando en el tercer lugar. Tras el programa, jugó para el equipo de Gloucestershire, Burton Rovers F.C, con un total de 13 apariciones. Así pues, también jugó para el equipo local de críquet, Burton Vale CC, y para el equipo de críquet de famosos de Tailenders en el Test Match Special XI de la BBC. Es embajador de la asociación Campaign Against Living Miserably, lo que le llevó a crear su propia agua embotellada, llamada «L'Eau de Chris».
Como parte del dúo Chris & Kem, alcanzó el puesto número 15 en la UK Singles Chart con la canción «Little Bit Leave It». Un año después, apareció en un reality show con su por entonces novia, Olivia Attwood, Chris and Olivia: Crackin' On. En 2019, publicó su primer libro, Life Story: You Bantering Me. Ese mismo año fue nombrado embajador de Coral's Champions Club. En 2019, apareció en el documental de la BBC Three, Me, My Brother and Our Balls.
Desde el 2019 presenta las carreras de caballos en vivo con ITV Racing.
Desde 2021 presenta la cobertura de BBC Sports del torneo de críquet The Hundred.
En septiembre de 2023, Channel 4 lo anunció como participante de «Don't Look Down», en ayuda a Stand Up to Cancer.
En abril de 2025, Hughes entró a la casa de Celebrity Big Brother UK (Gran Hermano) como parte de la vigésimo cuarta temporada.

## Vida personal
En enero de 2019, Hughes se tomó un examen testicular en vivo en This Morning para concienciar sobre el cáncer. También reveló que se ha sometido a distintas operaciones testiculares tras descubrir un varicocele con 14 años.
En enero de 2019 comenzó a salir con la exmiembro de Little Mix, Jesy Nelson. Se separaron en abril de 2020 tras más de un año juntos.
En enero de 2020, tras asitir a los Premios Nacionales de la Televisión, Hughes tuvo un altercado con un fotógrafo afuera del Hotel InterContinental, cerca del O2.
Es hincha del Sunderland AFC.
En agosto de 2021, Hughes confirmó su relación con la golfista profesional Annabel Dimmock. Rompieron en junio de 2022.
En 2025 él y JoJo Siwa confirmaron su relación tras conocerse concursando en Gran Hermano.

## Filmografía
| Año       | Título                                 | Papel             | Notas                                      |
| --------- | -------------------------------------- | ----------------- | ------------------------------------------ |
| 2017      | Love Island                            | Concursante       | Terminó tercero.                           |
| 2017      | Chris & Kem Straight Outta Love Island | Él mismo          | Reality show                               |
| 2018      | Chris and Olivia: Crackin' On          | Él mismo          | 3 episodios                                |
| 2018      | Celebrity Hunted                       | Concursante       | Finalista                                  |
| 2018–2019 | You Vs. Chris &amp; Kem                | Él mismo          | 6 episodios                                |
| 2019      | Tipping Point: Lucky Stars             | Concursante       | Programa de juegos                         |
| 2019      | Love Island: Aftersun                  | Invitado          | 1 episodio                                 |
| 2019      | Cheltenham Festival                    | Presentador       | Carreras de caballos                       |
| 2019      | Royal Ascot                            | Presentador       | Carreras de caballos                       |
| 2019      | Me, My Brother And Our Balls           | Él mismo          | Documental de la BBC Three                 |
| 2021      | Rise of the Footsoldier: Origins       | Hincha de fútbol  |                                            |
| 2022      | Queens for the Night                   | Concursante       | Terminó tercero.                           |
| 2023      | Don't Look Down                        | Participante      | Serie de Channel 4 para Stand Up to Cancer |
| 2024      | Pointless Celebrities                  | Concursante       | BBC 1                                      |
| 2025      | Celebrity Big Brother                  | Compañero de casa | ITV1                                       |

### Vídeos musicales
| Año  | Canción                 | Artista    |
| ---- | ----------------------- | ---------- |
| 2019 | «One I've Been Missing» | Little Mix |
| 2020 | «Wasabi»                | Little Mix |